# تاریخ هائیتی
تاریخ هائیتی، تا آنجا که ثبت شده‌است، از سال ۱۴۹۲ آغاز می‌شود: زمانی که کریستف کلمب، ناخدا و جهانگرد اروپایی، در جزیره‌ای بزرگ در غرب اقیانوس اطلس لنگر انداخت که بعدها با نام کارائیب شناخته شد. بخش غربی جزیره هیسپانیولا، که هائیتی در آنجا واقع شده‌است، سکونتگاه مردمان تائینو و آراواک بود که خودشان آن را آیتی می‌خواندند. اسپانیا به‌سرعت مدعی جزیره شد و آن را «جزیره اسپانیایی» (La Isla Española) نام گذاشت که بعدتر به «هیسپانیولا» تغییر کرد. در سال‌های آغازین سده هفدهم، فرانسوی‌ها سکونتگاهی در غرب هیسپانیولا ساختند و آن را سن‌دومنگ نامیدند. تا پیش‌از جنگ هفت‌ساله (۱۷۵۶–۱۷۶۳)، اقتصاد سن‌دومنگ اندک‌اندک گسترش یافت و شکر و بعدتر قهوه محصولات صادراتی مهم آن شدند. پس از جنگ هفت‌ساله که تجارت دریایی را مختل کرده بود، سن‌دومنگ گسترش سریعی یافت. در سال ۱۷۶۷، از آنجا نیل، پنبه و ۷۲ میلیون پوند شکر خام صادر شد. در پایان سده هفدهم، سن‌دومنگ یک‌سوم کل تجارت برده در اقیانوس اطلس را در دست داشت.
سال ۱۷۹۱، بردگان شورشی به راه انداختند که به انقلاب هائیتی انجامید. آندره ریگو، رهبر انقلاب، بریتانیا را به عقب‌نشینی داشت. سال ۱۸۰۲، توسن لوورتور اعلام استلال کرد؛ بنابراین ناپلئون نیروی تهاجمی انقیاد هائیتیایی‌ها به آنجا گسیل داشت. پس از مرگ توسن در اسارت فرانسوی‌ها، ژنرال‌ها ژان‌ژاک دسالین، هانری کریستف و الکساندر پیتون نبرد سنگینی علیه شارل لکلرک، فرمانده فرانسوی‌ها، انجام دادند. پس از آنکه هائیتیایی‌ها دست بالا را در جنگ گرفتند، ناپلئون تهاجم را ملغی کرد و بنابراین دسالین سال ۱۸۰۴ استقلال هائیتی را اعلام کرد. دسالین فرمان به قتل‌عام فرانسوی‌های باقی‌مانده در هائیتی داد که به کشتار بیش از ۵۰۰۰ تَن انجامید. مردان، زنان و کودکان برای انتقام تهاجم ناپلئون کشته شدند. سفیدپوستان در کنار دریا از چوبه دار آویزان شدند تا به کشتی‌هایی که از آنجا گذر می‌کردند، نشان دهند هائیتی خود را از اروپایی‌ها پاک ساخته‌است.
اندکی پس از اعلام استقلال، هائیتی خود را امپراتوری زیر فرمان دسالین خواند. پس‌از کودتایی که به سرنگونی دسالین انجامید، هائیتی دو پاره شد که هر کدام زیر نظر رژیم‌های رقیب بودند: کریستف بر ایالت نیمه‌فئودالی در شمال و پتیون بر جمهوری هائیتی در جنوب فرمان می‌راند. سال ۱۸۱۱، ژان‌پیر بوآیه جانشین پتیون شد. او قدرت را در غرب تثبیت کرد و با حمله به سانتو دومینگو، هیسپانیولا را یکپارچه کرد. با این همه، هائیتی از سال ۱۸۲۵ به‌دلیل پرداخت غرامت استقلال با مشکلات اقتصادی دست‌وپنجه نرم می‌کرد. سال ۱۸۴۳، شورشی در هائیتی به راه افتاد که بوآیه را سرنگون و کشور را دچار هرج و مرج کرد؛ بنابراین تا سال‌ها فرمانروایان و فرمانده‌های گوناگونی برای مدت کوتاه سرزمین را اداره کردند. سال ۱۸۷۴ و در زمان میشل دومنگ، قانون اساسی کارآمدتری معرفی شد که سال‌ها صلح، دموکراسی و توسعه برای هائیتی به ارمغان آورد.
از سال ۱۹۱۵ تا ۱۹۳۴، هائیتی در اشغال ایالات متحده بود. پس از آن دوران، رئیس‌جمهور وقت استنیو وینسنت قانون اساسی نوینی تصویب کرد که به قوه مجریه اختیارات گسترده می‌داد. نخستین رئیس‌جمهور غیرنظامی، دومارسای استیمه، تا سال ۱۹۵۰ و به‌مدت پنج سال حکومت کرد. پس از یک دوره کوتاه بی‌ثباتی، آوازه فرانسوا دووالیه در کشور پیچید و او خود را وارث مشروع استیمه معرفی کرد. رژیم او یکی از سرکوبگرترین و فاسدترین حکومت‌های دوران معاصر دانسته می‌شود. در زمان پسرش ژان کلود هم وضعیت اقتصادی و سیاسی هائیتی همچنان رو به افول بود، اگرچه برخی از عناصر مخوف حکومت پدرش ملغی شدند. پس‌از خاندان دووالیه، ژان‌برتران آریستید برای مدت نسبتاً درازی رئیس‌جمهور بود تا اینکه در کودتای ۲۰۰۴ سرنگون شد. سال ۲۰۱۰، زمین‌لرزه‌ای ۷ ریشتری، این کشور را لرزاند و ویرانی‌های گسترده به بار آورد.

## دوران پیشاکلمبی
برپایه شواهد یافت‌شده، نخستین بومیان ساکن این منطقه چندین هزار سال (احتمالاً ۹۰۰۰ سال) پیش‌از زادروز مسیح در اینجا اقامت گزیدند. آنان که احتمالاً از فلوریدا یا یوکاتان می‌آمدند، شکارچیان و ماهیگیران و دریانوردان خوبی بودند. در این منطقه، سرامیک‌ها و آثار وابسته‌به کشاورزی همانند یادمان‌های یافت‌شده در ونزوئلا پیدا شده‌اند که کهن‌ترینشان به سال ۳۰۰ میلادی برمی‌گردد. استقرار بومیان در اینجا احتمالاً در چند موج بوده‌است. در زمان نخستین دیدار با اروپاییان، احتمالاً چند ده هزار بومی در این کشور می‌زیستند.
تائینوها که از مردمان آراواک در آمریکای جنوبی مشتق شده بودند، در طول مهاجرت خود به دریای کارائیب در این جزیره و به‌ویژه باخترِ آن را، که با هائیتی امروزی همخوانی دارد، ساکن شدند. برای ساکنان تائینو، این جزیره چند نام داشت که به‌معنی زمین بلند یا جزیره کوهستانی بودند، از جمله کیسِکیا یا حتی هائیتی.

## دوران استعمار

### استعمار اسپانیا (۱۴۹۲–۱۶۲۵)

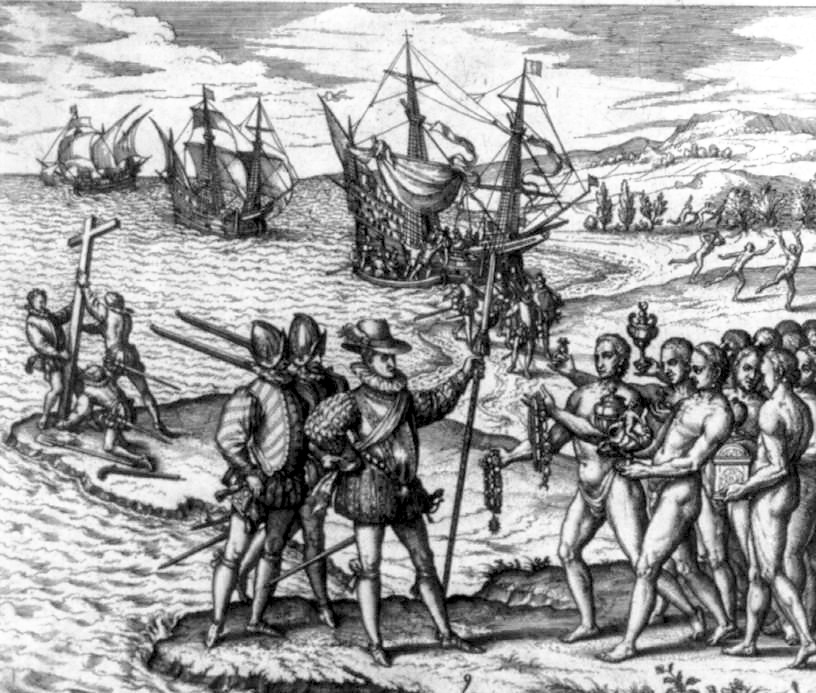
سال ۱۴۹۲، کریستف کلمب در جزیره هیسپانیولا لنگر انداخت.

کریستف کلمب سکونتگاهی به نام لاناویداد را نزدیک کاپ-هائیتین امروزی بر پا کرد. این سکونتگاه دسامبر ۱۴۹۲ به‌هنگام نخستین سفرش از الوارهای کشتی شکسته‌اش، سانتا ماریا، ساخته شد. سال ۱۴۹۳ که کلمب برای دومین بار به این جزیره سفر کرد، سکونتگاه را ویران‌شده و هر ۳۹ ساکن آن را کشته‌شده یافت. او به‌سمت شرق رفت و سال ۱۴۹۳، سکونتگاه نوینی در لائیزابلا - در جمهوری دومینیکن امروزی - بنیان نهاد. سال ۱۴۹۶، پایتخت این مستعمره به سانتو دومینگو در ساحل جنوب غربی جزیره (در جمهوری دومینیکن امروزی) منتقل شد. سال ۱۵۰۲، اسپانیایی‌ها به هیسپانیولای غربی بازگشتند و سکونتگاهی در یاگوانا - نزدیک لئوگان امروزی - به‌پا کردند. سال ۱۵۰۴، سکونتگاه دیگری در ساحل شمالی - نزدیک فورت‌لیبرته امروزی - ساخته شد و آن را پوئرتو رئال (Puerto Real) نام نهادند؛ این سکونتگاه سال ۱۵۷۸ به جایی در همان نزدیکی منتقل شد و نامش به بایاخا تغییر کرد.
سکونتگاه یاگوانا در حدود یک سده‌ای که وابسته به اسپانیایی‌ها بود، سه بار کاملاً به آتش کشیده شد: نخستین بار به‌دست دزدان دریایی فرانسوی در سال ۱۵۴۳؛ باری دیگر در ۲۷ مه ۱۵۹۲ به‌دست گروهی ۱۱۰ نفره از یک اسکادران نیروی دریایی انگلیسی با چهار کشتی به رهبری کریستوفر نیوپورت، که هر ۱۵۰ خانه شهرک را ویران کرد؛ و سرانجام خود اسپانیایی‌ها، بنا به دلایلی که در زیر می‌آید، این کار را انجام دادند.
سال ۱۵۹۵، اسپانیایی‌ها که از شورش رعایای هلندی خود به ستوه آمده بودند، بندرهایشان را به روی کشتی‌های شورشی هلندی بستند و دست آنان را از منابع نمک، که برای صنعت شاه‌ماهی هلند حیاتی بود، بریدند. در پاسخ، هلندی‌ها منابع نمک نوینی از آمریکای اسپانیایی فراهم آوردند؛ در جاهایی که مستعمره‌نشینان بسیار از بازرگانی استقبال می‌کردند. شمار بسیاری از بازرگانان/دزدان‌دریایی هلندی به هم‌قطاران فرانسوی و انگلیسی خود پیوستند که در کرانه‌های بِکر هیسپانیولا به بازرگانی می‌پرداختند. سال ۱۶۰۵، اسپانیا از دادوستد گسترده و غیرقانونی شهرک‌های خود در کرانه‌های شمالی و غربی جزیره با هلندی‌ها - که آن زمان جنگ استقلال علیه اسپانیا در اروپا به راه انداخته بودند - و انگلیسی‌ها - که دشمنانی تازه برایشان بودند - خشمگین شد؛ بنابراین بر آن شد به‌زور ساکنانش را نزدیک‌تر به شهر سانتو دومینگو اسکان دهند. این کار برای استعمارگران گِران تمام شد: بیش از نیمی از آنان از گرسنگی یا بیماری درگذشتند، بیش از ۱۰۰۰۰۰ از چارپایان رها شدند و بسیاری از بردگان فرار کردند. پنج شهرک از سیزده شهرک باقی‌مانده در جزیره به‌طرز فجیعی توسط نیروهای اسپانیایی ویران شدند که دوتایشان در گستره کنونی هائیتی بودند: یاگوانا و بایاخا. بسیاری از ساکنان جنگیدند، به بیشه گریختند یا با کشتی‌های درحال‌گذر هلندی فرار کردند.

### استعمار فرانسه (۱۶۲۵–۱۷۸۹)

#### سن‌دومنگ (۱۶۲۵–۱۷۱۱)
فرانسوی‌ها شهرکی در سواحل غربی هیسپانیولا ساختند که «بارورترین بخش هند غربی» شناخته می‌شد.

#### مروارید آنتیی (۱۷۱۱–۱۷۸۹)

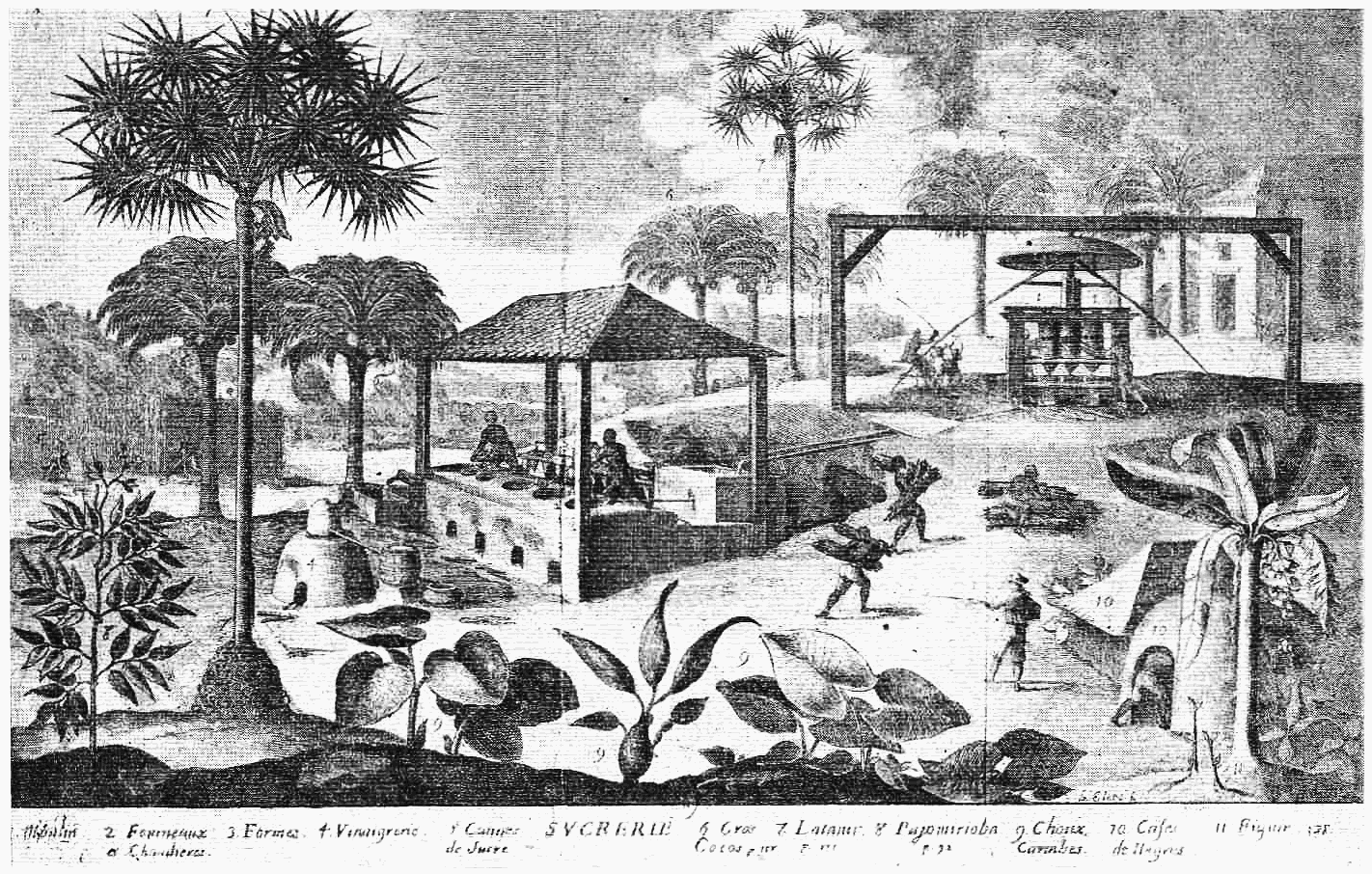
آسیاب شکر در هائیتی، نگاره‌ای از الیزه رکلو

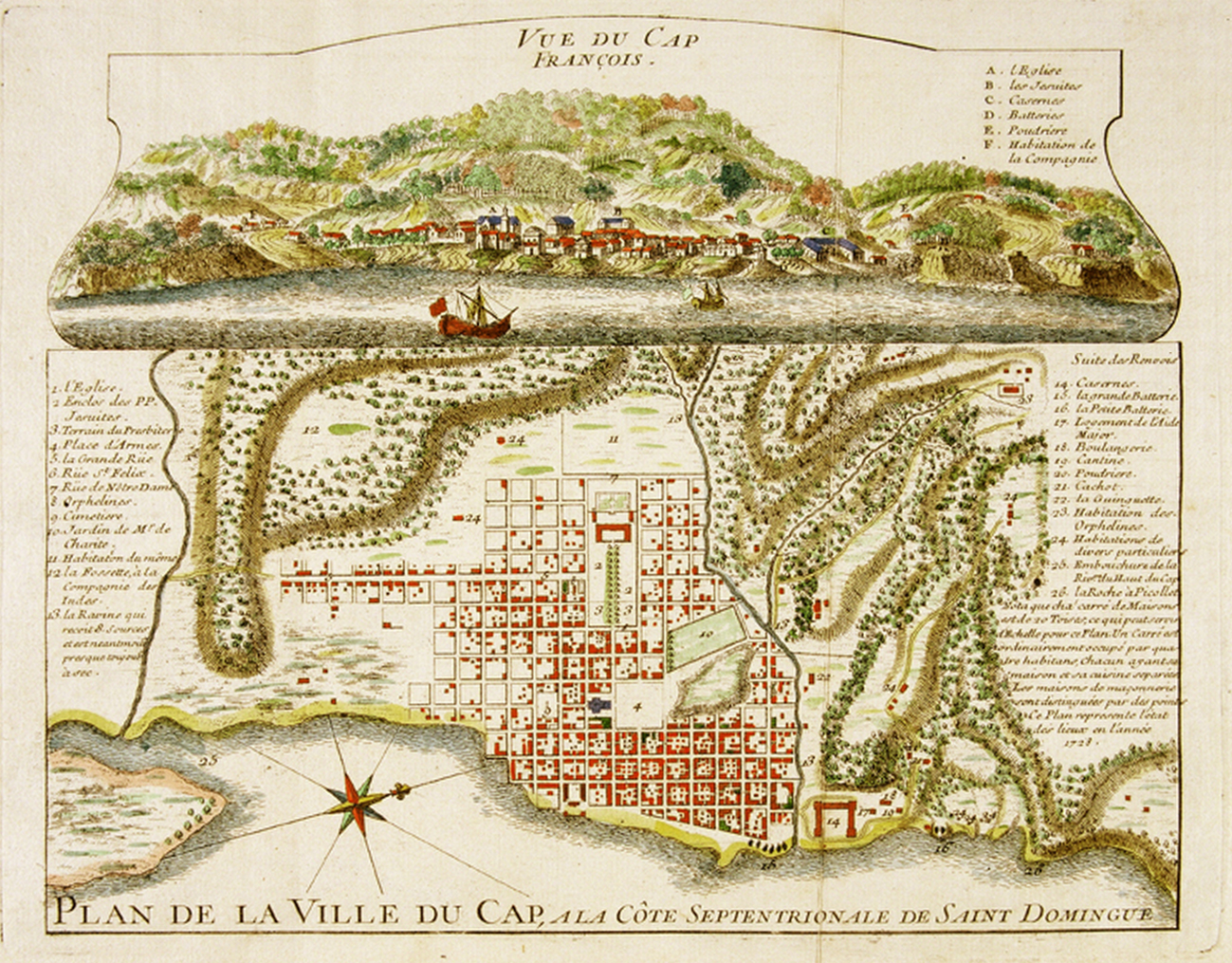
حکاکی کاپ‌فرانسه، سال ۱۷۲۸

تا پیش‌از جنگ هفت‌ساله (۱۷۵۶–۱۷۶۳)، اقتصاد سن‌دومنگ اندک‌اندک گسترش یافت؛ شکر و بعدتر قهوه کالاهای صادراتی مهم شدند. پس‌از جنگ، که سبب اخلال در تجارت دریایی شده بود، این سرزمین دست‌خوش توسعه سریعی شد. سال ۱۷۶۷، ۷۲ میلیون پوند شکر خام و ۵۱ میلیون پوند شکر تصفیه‌شده، یک میلیون پوند نیل و دو میلیون پوند پنبه از اینجا صادر شد.
در نیمه دوم دهه ۱۷۸۰، سن‌دومنگ یک‌سوم کل تجارت برده در اقیانوس اطلس را به خود اختصاص داد. جمعیت بردگان آفریقایی که برای مزارع آنجا آورده شدند، ۷۹۰۰۰۰ نفر برآورد می‌شود. میان سال‌های ۱۷۶۴ و ۱۷۷۱، میانگین واردات برده از ۱۰۰۰۰ تا ۱۵۰۰۰ نفر و تا سال ۱۷۸۶ حدود ۲۸۰۰۰ برده متغیر بود. از سال ۱۷۸۷ به بعد، سن‌دومنگ سالانه بیش‌از ۴۰۰۰۰ برده از غرب آفریقا می‌گرفت. با این همه، ناتوانی در حفظ شمار بردگان بدون نیاز به ورود دوباره از آفریقای مرکزی و غربی، نشان می‌دهد که شمار بردگان تا سال ۱۷۸۹ به ۵۰۰۰۰۰ نفر می‌رسید. این سرزمین به‌دست جمعیت سفیدپوست، که تا سال ۱۷۸۹ تنها ۳۲۰۰۰ نفر بودند، اداره می‌شد. همیشه بیشتر بردگان در آفریقا زاده شده بودند، زیرا شرایط فجیع برده‌داری مانع از رشد طبیعی جمعیت می‌شد. بنابراین فرهنگ آفریقایی تا پایان فرمانروایی فرانسه میان بردگان باقی ماند، به‌ویژه آیین وودو که مناسک کاتولیک را با رسوم گینه، کنگو و بنین درمی‌آمیزد.

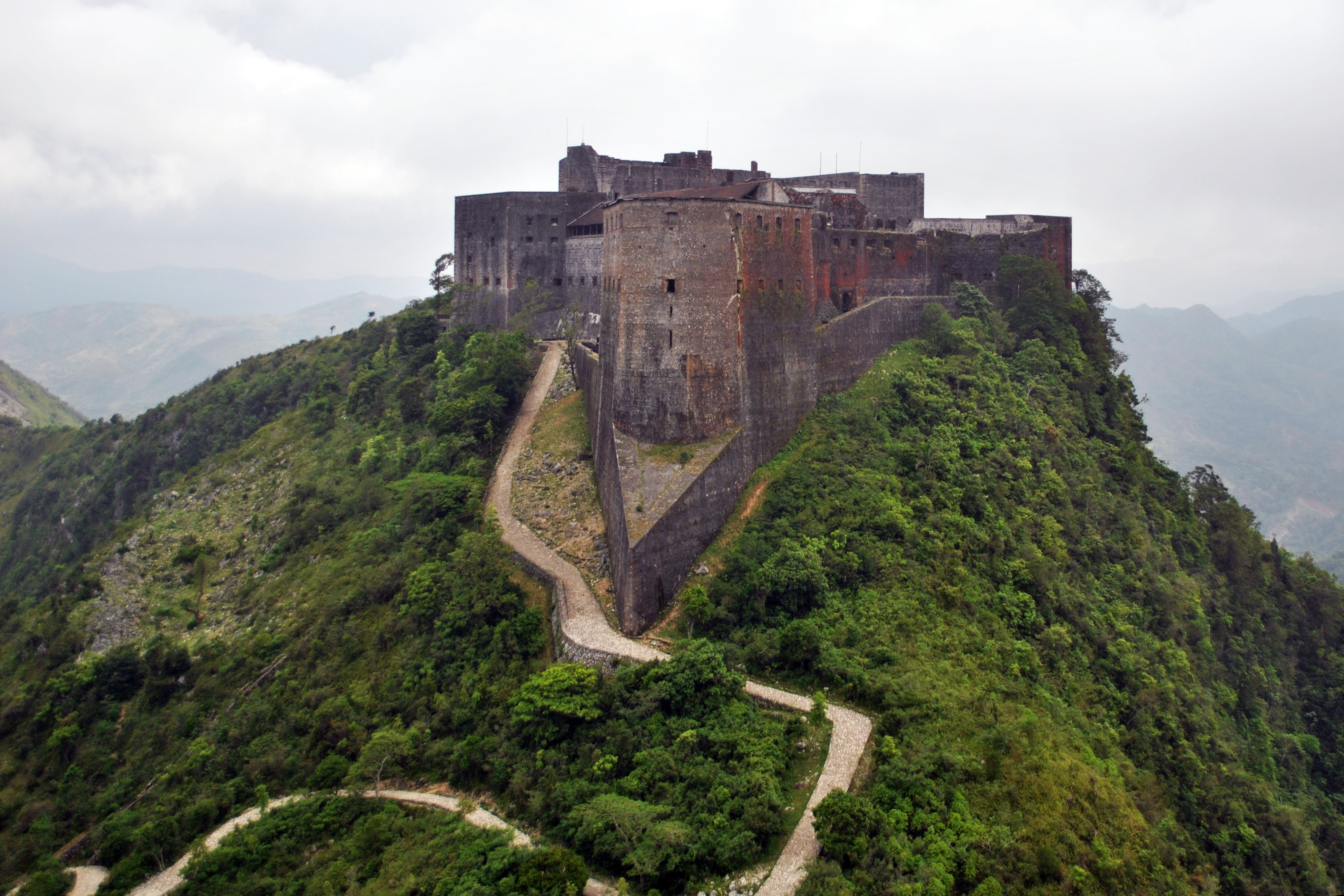
دژ لافریر، که به‌دست هانری کریستف ساخته شد، بزرگ‌ترین دژ در قاره آمریکا است.

## دوران انقلاب

### قیام بردگان (۱۷۹۱–۱۷۹۳)

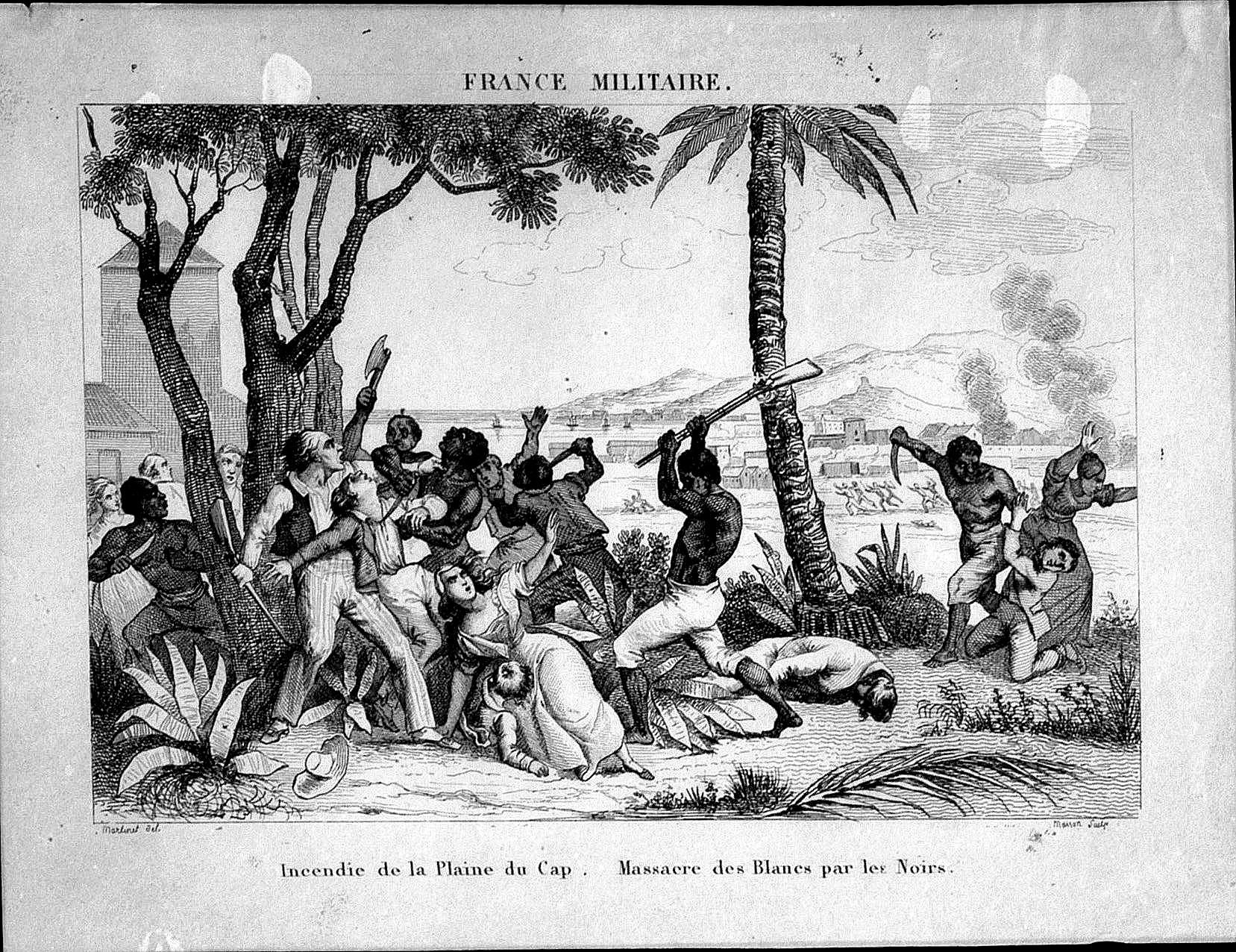
«سوزاندن پلن دوکپ (Plaine du Cap) - کشتار سفیدها به‌دست سیاهان». ۲۲ اوت ۱۷۹۱، بردگان کشتزارها را سوزاندند، شهرها را به آتش کشیدند و جماعت سفیدپوست را کشتار کردند.

مراسمی وودو به‌تاریخ ۱۴ اوت ۱۷۹۱ در تمساح‌بیشه (نزدیک کپ‌فرانسه) که توسط دوتی بوکمن اداره شد، به‌طور سنتی آغاز انقلاب هائیتی دانسته می‌شود. به دنبال این مراسم، بردگان در شمال کشور شوریند و اگرچه بوکمن دستگیر و به دار آویخته شد، این شورش به‌سرعت در سرتاسر کشور پخش شد. از ماه سپتامبر، حدود سیزده هزار برده و شورشی در جنوب به‌رهبری رومن لاپروفتس، بردگان را آزاد کردند، کشتزارها را غارت کردند و سوزاندند و سرانجام دو شهر بزرگ منطقه (لئوگان و ژاکمل) را تسخیر کردند.
سال ۱۷۹۲، مجلس قانونگذاری فرانسه لژه‌فلیسیته سونتوناکس و دو کمیسر ملی دیگر را به‌عنوان بخشی از کمیسیون انقلابی به این کشور فرستاد. آماج اصلی سونتوناکس، حفظ کنترل فرانسه بر سن‌دومنگ، تثبیت مستعمره و تقویت برابری اجتماعی بود که چندی پیش‌تر کنوانسیون ملی فرانسه به رنگین‌پوستان آزاد داده بود. مارس ۱۷۹۲، ائتلافی از سفیدپوستان و سیاه پوستان آزاد محافظه‌کار و نیروهایی به‌رهبری یکی دیگر از کمیسران ملی، ادمون دوسن‌لژه، شورش رومن لاپروفتس را خواباندند و نیروهای هم‌پیمان سیاهان آزاد به‌رهبری آندره ریگو، که نزدیک پورتو پرنس مستقر بودند، از اتحاد با او خودداری کرد.

### شکست ناپلئون (۱۸۰۲–۱۸۰۴)

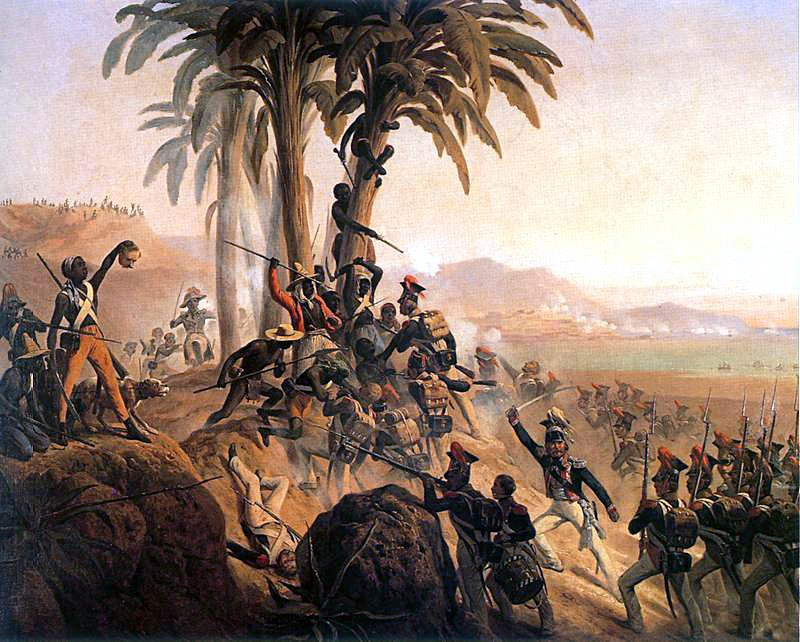
نبرد برای سانتو دومینگو، اثر یانوآری سوچودولسکی (۱۸۴۵)

۲۰ مه ۱۸۰۲، ناپلئون قانونی وضع کرد تا برده‌داری را در جاهایی که هنوز بساطش برچیده نشده بود (مارتینیک، توباگو و سنت لوسیا) حفظ کند. نسخه ای محرمانه از این فرمان فرستاده شد برای لوکرک، که از سوی ناپلئون مأمور بود برده‌داری در زمان مناسب به سن‌دومنگ بازگرداند. همزمان فرمان‌های دیگری حقوق مدنی تازه‌به‌دست‌آمده برای رنگین‌پوستان را از آنان سلب می‌کرد. اگرچه هیچ‌یک از این فرمان‌ها در سن‌دومنگ اعلام یا اجرا نشد، میانه‌های تابستان در کشور خبر پیچید که فرانسوی‌ها قصد دارند برده‌داری را بازگردانند. خیانت توسن و اخبار اقدامات فرانسه در مارتینیک، اتحاد میان رهبرانی مانند دسالین، کریستف و پتیون را سست کرد. این فرماندهان و دیگران بر این باور شده بودند که سرنوشتی همانند در انتظار سن‌دومنگ است، بنابراین باری دیگر به نبرد با لوکلرک برخاستند. چون فرانسوی‌ها می‌خواستند جمعیت سیاهپوست سرزمین را دوباره به‌زیر یوغ بردگی ببرند، این نبرد به جنگی خونین و فرسایشی انجامید. وانهی با آمدنِ فصل باران، تب زرد و مالاریا رواج یافت و آسیب بسیاری به مهاجمان زد. تا ماه نوامبر، لکلرک بر اثر ابتلا به تب زرد درگذشت، ۲۴۰۰۰ سرباز فرانسوی جان خود را از دست دادند و ۸۰۰۰ نفر هم در بیمارستان بستری شدند که بیشترشان به‌دلیل بیماری بود.
پس از آن، روشامبو جایگزین لکلرک شد. او به ناپلئون نوشت که برای بازپس‌گیری سن‌دومنگ، فرانسه باید سیاه‌پوستان را برده اعلام کند و دست‌کم ۳۰۰۰۰ تَن از آنان را بکشد. او نومیدانه همواره بر اقدامات خشونت‌آمیزش می‌افزود: زندانیان سیاه‌پوست را زنده‌زنده سوزانده، به دار آویخته، غرق و شکنجه می‌شدند. حتی یک شب، او مهمانی رقصی برگزار کرد و سرشناس‌ترین زنان مولاتو را دعوت کرد، سپس هنگام نیمه شب آنان را از مرگ شوهرانشان آگاه کرد. به هر روی، شورشیان هائیتی هیچ‌یک از آن اقدامات را بی‌پاسخ نمی‌گذاشتند. برای نمونه، روشامبو بک‌بار ۵۰۰ اسیر جنگی را زنده‌به‌گور کرد و دسالین هم در پاسخ، ۵۰۰ اسیر فرانسوی را دار زد.
۱ ژانویه ۱۸۰۴، دسالین اعلام استقلال کرد و نام بومی «تاینو» (سرزمین کوهساران) را برای کشور بازگزید. بیشتر فرانسوی‌های باقی‌مانده گریختند و بسیاری به لوئیزیانا و کوبا مهاجرت کردند. به‌وارون توسن، دسالین تسامح اندکی به سفیدپوستان روا داشت. در واپسین کین‌خواهی، فرانسوی‌های باقی‌مانده به‌دست نیروهای نظامی هائیتی نسل‌کشی شدند. نزدیک‌به ۲۰۰۰ فرانسوی در کپ‌فرانسه، ۹۰۰ تَن در پورتو پرنس و ۴۰۰ تَن در ژرمی کشته شدند. دسالین در بیانیه‌ای اعلام کرد: «ما از این آدمخوارها کین خواستیم؛ جنگ برای جنگ، جنایت برای جنایت، خشم در مقابل خشم».
ازجمله استثناهای بیانیه دسالین، گروهی از لهستانی‌تباران در هنگ‌های لهستانی بود که به ارتش فرانسه زیردست ناپلئون پیوسته بودند. بیشتر سربازان لهستانی از جنگ با نیروهای هائیتی خودداری کردند. آن زمان، وضعیتی همانند در کشور خودشان در جریان بود و آن سربازان لهستانی از سال ۱۷۷۲ برای آزادی سرزمینشان از روس‌ها، پروسی‌ها و اتریشی‌های مهاجم می‌جنگیدند؛ بنابراین بسیاری از سربازان لهستانی دشمنشان را می‌ستودند و تصمیم گرفتند روی از ارتش فرانسه برتابند و به بردگان سابق هائیتی بپیوندند؛ آنان در انقلاب ۱۸۰۴ هائیتی همکاری کردند و از اصول آزادی برای همه مردم پشتیبانی نمودند. ووادیسواف یابوونفسکی، که نیمه‌سیاه‌پوست بود، ازجمله سرهنگ‌های لهستانی در آن زمان بود. سربازان لهستانی کمک شایانی به هائیتی‌اییها در کین‌خواهی از فرانسه داشتند، بنابراین از سرنوشت دیگر اروپایی‌ها در هائیتی در امان ماندند. شماری از لهستانی‌ها به‌دلیل وفاداری و پشتیبانی از سرنگونی فرانسوی‌ها، پس از استقلال هائیتی تابعیت آنجا را گرفتند و بسیاری از آنان دیگر به لهستان بازنگشتند. برآورد می‌شود که نزدیک‌به ۵۰۰ نفر از ۵۲۸۰ لهستانی در هائیتی ماندگار شدند؛ از بقیه، ۷۰۰ نفر به فرانسه بازگشتند تا از آنجا به لهستان بروند و برخی هم، پس از تسلیم‌شدن، پذیرفتند در ارتش بریتانیا خدمت کنند. ۱۶۰ لهستانی هم بعدها اجازه خروج از هائیتی گرفتند و حتی شماری از آنان با هزینه هائیتی به فرانسه فرستاده شدند. امروزه همواره بسیاری از هائیتی‌های لهستانی‌تبار در هائیتی زندگی می‌کنند و مولاتو هستند: برخی موهای بور، چشمان روشن و ویژگی‌های مردمان اروپایی را دارند.
در پی استقلال هائیتی، این کشور با مشکلات اقتصادی روبه‌رو بود، زیرا کشورهای اروپایی و ایالات متحده از به‌رسمیت‌شناختن هائیتی خودداری کردند. سال ۱۸۲۵، فرانسه ناوگانی از ۱۴ کشتی جنگی به هائیتی فرستاد و در ازای به‌رسمیت‌شناختن، ۱۵۰ میلیون فرانک غرامت خواست. رئیس‌جمهور هائیتی، ژان‌پیر بوایه، به‌دلیل فشارها خواسته‌های فرانسه را پذیرفت. برای تأمین مالی این بدهی، دولت هائیتی وادار شد وام‌های بسیاری با بهره بالا از دولت‌های خارجی بگیرد و پرداخت بدهی به فرانسه تا سال ۱۹۴۷ به درازا کشید.

## سال‌های آغازین پس از استقلال

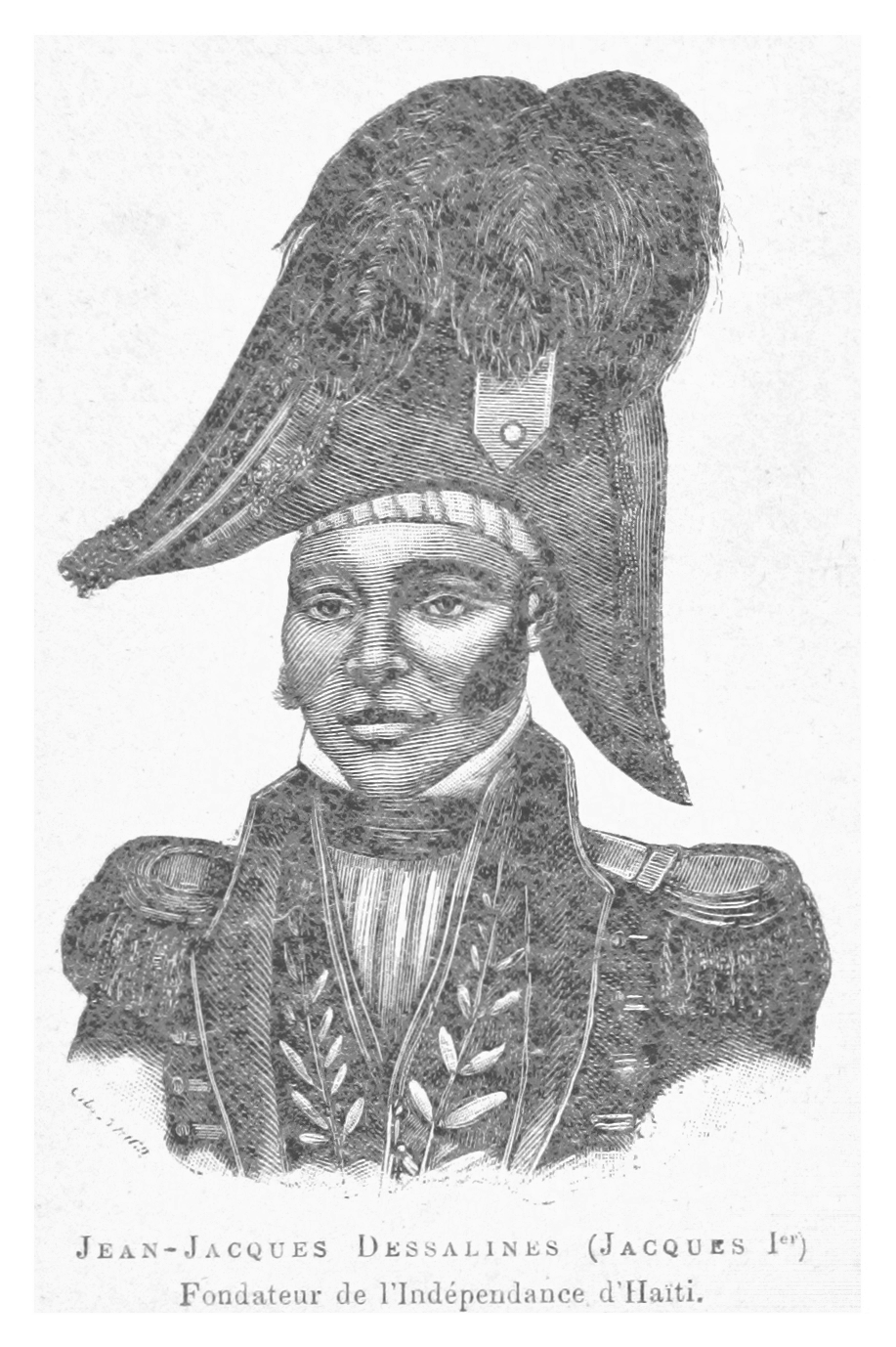
ژان‌ژاک دسالین

### جمهوری سیاه‌پوستی (۱۸۰۴)
هائیتی نخستین جمهوری سیاه‌پوستی جهان و یکی از نخستین جمهوری‌های نیمکره غربی است.
وقتی دسالین به قدرت رسید، قانون اساسی ۱۸۰۴ را تصویب کرد. در این قانون برای آزادی‌های اجتماعی آمده‌است:
1. آزادی مذهب (در زمان توسن، کاتولیک مذهب رسمی کشور اعلام شد)؛
2. همه شهروندان هائیتی، صرف‌نظر از رنگ پوست، «سیاه» شناخته می‌شوند (کوششی برای براندازی سلسله‌مراتب نژادی در هائیتی، که در آن اروپایی‌های خالص یا تقریباً خالص در بالا، پوست روشن تا قهوه‌ای در وسط و سیاه‌پوستان «کنگو» از آفریقا در پایین بودند)؛
3. منع مردان سفیدپوست از زمین‌داری در خاک هائیتی. چنانچه فرانسوی‌ها برای تحمیل دوباره برده‌داری بازمی‌گرشتند، بر پایه ماده ۵ قانون اساسی: «با نخستین شلیک هشدار، شهرها ویران می‌شوند و مردم مسلحانه برمی‌خیزند».

### امپراتوری نخست (۱۸۰۴–۱۸۰۶)
۲۲ سپتامبر ۱۸۰۴، دسالین شیوه حکومت‌داری ناپلئون را به نوع لیبرال‌تر ولی آسیب‌پذیرتر رادیکال‌های جمهوری‌خواه فرانسه ترجیح داد و خود را امپراتور ژاک یکم خواند. با این همه، دو تن از مشاورانش به نام‌های هانری کریستف و الکساندر پتیون سال ۱۸۰۶ در کشتنِ او دست داشتند. دسیسه‌چیان ۱۷ اکتبر ۱۸۰۶ در پل لارناژ (امروزه پل سرخ) در شمال پورتو پرنس به شورشیان شبیخون زدند.
دولتی که در زمان دسالین بنیان‌گذاری شد، برخلاف خواسته‌های طبقه پایین هائیتی بود. اگرچه هم رهبران نخبگان - ازجمله دسالین - و هم مردم هائیتی موافق ساخت دولت برپاهی آرمان‌های آزادی و دموکراسی بودند، این آرمان‌ها در عمل برای هر یک از این دو گروه بسیار متفاوت می‌نمایید. دلیل اصلی این تفاوت در دیدگاه ملی‌گرایان ناشی از آن بود که گروهی تجربه بردگی داشتند و گروه دیگر نه.
به هر روی، کوهستانی‌بودنِ کشور به بردگان هائیتی امکان داد زمین‌های کوچک خود را زراعت کنند؛ بنابراین آزادی برای آنها توانایی زراعت زمین خود در اقتصاد معیشتی بود. هرچند به‌دلیل تمایلات رهبران، سامانه کشاورزی اجباری در کشتزارها پدید آمد. وانگهی اگرچه همه هائیتایی‌ها خواهان جمهوری سیاه‌پوستی بودند، رویه‌های فرهنگی آمریکایی‌های آفریقایی‌تبار محل بحث بود. بسیاری از مردم هائیتی می‌خواستند میراث آفریقایی خود را حفظ کنند، زیرا آنها آن را بخشی منطقی از جمهوری سیاه‌پوستی مورد نظر خود می‌دانستند. از سوی دیگر، نخبگان معمولاً سعی می‌کردند پیچیدگی هائیتایی‌ها را از طریق ادبیات اثبات کنند. برخی از نویسندگان نوشتند که بربریت آفریقای باید بیرون رانده شود و ریشه‌های آفریقایی پاسداری شوند.
نویسندگان دیگری هم کوشیدند مدنیت نخبگان هائیتی را با این استدلال که سیاهان قادر به تأسیس و اداره حکومتی با تغییر و افزایش تاریخ انقلاب برای مولاتوها و نخبگان سیاه‌پوست هستند و نه برای بردگان، اثبات کنند. افزون بر این، برای حفظ آزادی و استقلال، نخبگان نتوانستند جامعه مدنی مورد نظر توده هائیتی را فراهم کنند. دهقانان هائیتی نه تنها خواستار آزادی زمین، بلکه حقوق مدنی مانند رای دادن و مشارکت سیاسی و همچنین دسترسی به آموزش بودند.
کشور را اساساً ارتش اداره می‌کرد، که یعنی مشارکت مردم هائیتی در هر فرایند دموکراتیک بسیار دشوار بود. همچنین دولت در دسترسی مردم به آموزش، که کشوری از بردگان سابق به آن نیاز داشت، ناکام ماند.

## مبارزات سیاسی (۱۸۴۳–۱۹۱۵)
میان سال‌های ۱۹۱۱ تا ۱۹۱۵، شش بار رئیس‌جمهور هائیتی عوض شد که هر کدام یا کشته یا وادار به جلای وطن شدند.

## اشغال توسط ایالات متحده (۱۹۱۵–۱۹۳۴)
سال ۱۹۱۵، ایالات متحده هائیتی را در پی شکایات بانک‌های آمریکایی به رئیس‌جمهور وودرو ویلسون به‌دلیل شدت بدهکاری این کشور اشغال کرد. این اشغال تا سال ۱۹۳۴ ادامه داشت. شورش‌هایی علیه نیروهای آمریکایی درگرفت و با این همه، اصلاحاتی هم انجام شد.

## بلایای طبیعی
چرخند (توفند و طوفان)، باران سیل‌آسا، طغیان رود، سیل و زمین‌لرزه مرتباً در هائیتی روی می‌دهند. ویرانی‌های برخاسته‌از این رویدادها به‌دلیل بی‌ثباتی سیاسی و نابرابری‌های اقتصادی جامعه شدت می‌گیرد. این بلایا عامل اصلی محدودکننده جمعیت در جامعه بسیار مذهبی هائیتی هستند.
سال ۲۰۱۰، زمین‌لرزه‌ای غرب هائیتی را لرزاند که شمار کشته‌شدگان ناشی‌از آن حدوداً ۳۰۰۰۰۰ نفر برآورد شد. سال ۲۰۱۲، خشکسالی سهمگین، که به‌دلیل جنگل‌زدایی شدت گرفته بود، به‌همراه طوفان‌های «ایزاک» و «سندی»، ۷۰٪ محصولات کشاورزی در جنوب کشور را از بین بردند و دست‌کم ۲۰۰۰۰۰ نفر را بی‌خانمان کردند. کمبود آب آشامیدنی باعث همه‌گیری وبا شد. سال‌های ۲۰۱۳–۲۰۱۴، خشکسالی دیگری قحطی را در کشور بیشتر کرد؛ از آن زمان خشکسالی‌ها هر سال روی می‌دهند و امنیت غذایی دیگر تضمینی ندارد. سال ۲۰۱۶، چندین سیل در شمال کشور روی دادند که به‌همراه توفند متیو ۹۶۰۰ خانه را پیرامون کپ‌هائیتین و در ژرمی ویران کردند. سال ۲۰۱۷، توفند ایرما ۲۰۰۰ نفر را بی‌خانمان کرد. زمین‌لرزه ۲۰۱۸ نیز بر ویرانی‌ها افزود، ولی تنها در چند ده مورد باعث مرگ شد. با این همه، در زمین‌لرزه ۲۰۲۱ شمار مرگ و میرها به ۲۲۰۷ نفر رسید.